# Giuseppe Mazzafaro
Giuseppe Mazzafaro (Napoli, 11 febbraio 1955) è un vescovo cattolico italiano, dal 7 maggio 2021 vescovo di Cerreto Sannita-Telese-Sant'Agata de' Goti.

## Biografia
Nasce a Napoli, città capoluogo di provincia e sede arcivescovile, l'11 febbraio 1955.

### Formazione e ministero sacerdotale
Dopo aver concluso gli studi superiori, lavora per vent'anni come agente di commercio; al contempo segue la Comunità di Sant'Egidio e le sue iniziative caritatevoli. Maturata la vocazione sacerdotale, dal 1995 al 2000 frequenta i corsi del seminario arcivescovile di Napoli.
L'11 ottobre 2000 è ordinato presbitero dal cardinale Michele Giordano.
Dopo l'ordinazione è nominato responsabile regionale e per la formazione giovanile delle Comunità di Sant'Egidio e vicario parrocchiale della basilica di Santa Maria a Pugliano ad Ercolano, dove rimane fino al 2005, quando diventa parroco di Santa Caterina, nella medesima città. Nel 2010 viene trasferito alla parrocchia di Santa Maria dei Miracoli a Napoli, dove rimane fino al 2014.
Dal 2011 è segretario particolare del cardinale Crescenzio Sepe, collaboratore nelle attività caritative dell'arcidiocesi, presidente del comitato di assistenza delle istituzioni religiose, responsabile del servizio ai senza fissa dimora e dal 2019 prelato della reale cappella del Tesoro di san Gennaro. Al momento della nomina episcopale era anche amministratore parrocchiale di San Gennaro all'Olmo e consulente del consiglio episcopale arcidiocesano.

### Ministero episcopale
Il 7 maggio 2021 papa Francesco lo nomina vescovo di Cerreto Sannita-Telese-Sant'Agata de' Goti; succede a Domenico Battaglia, precedentemente nominato arcivescovo metropolita di Napoli. Il successivo 12 giugno riceve l'ordinazione episcopale, in piazza San Martino a Cerreto Sannita, dal cardinale Crescenzio Sepe, arcivescovo emerito di Napoli, co-consacranti gli arcivescovi Domenico Battaglia, suo predecessore, e Vincenzo Paglia, presidente della Pontificia accademia per la vita. Durante la stessa celebrazione prende possesso canonico della diocesi.

## Genealogia episcopale
La genealogia episcopale è:
- Cardinale Scipione Rebiba
- Cardinale Giulio Antonio Santori
- Cardinale Girolamo Bernerio, O.P.
- Arcivescovo Galeazzo Sanvitale
- Cardinale Ludovico Ludovisi
- Cardinale Luigi Caetani
- Cardinale Ulderico Carpegna
- Cardinale Paluzzo Paluzzi Altieri degli Albertoni
- Papa Benedetto XIII
- Papa Benedetto XIV
- Papa Clemente XIII
- Cardinale Enrico Benedetto Stuart
- Papa Leone XII
- Cardinale Chiarissimo Falconieri Mellini
- Cardinale Camillo Di Pietro
- Cardinale Mieczysław Halka Ledóchowski
- Cardinale Jan Maurycy Paweł Puzyna de Kosielsko
- Arcivescovo Józef Bilczewski
- Arcivescovo Bolesław Twardowski
- Arcivescovo Eugeniusz Baziak
- Papa Giovanni Paolo II
- Cardinale Crescenzio Sepe
- Vescovo Giuseppe Mazzafaro